# Maximianòpolis de Tràcia
Maximianòpolis (en llatí Maximaniopolis, en grec antic Μαξιμιανούπολις) també anomenada Mosinòpolis (Μοσυνόπολις) a partir del segle ix, era una ciutat de Tràcia abans anomenada Impara o Pyrsoalis, propera a Ròdope i al llac Bistonis.
La ciutat es troba a les fonts escrites dels del segle vi en endavant. Era al costat de la Via Egnatia i pertanyia a la província romana de Ròdope. L'emperador romà d'Orient Justinià I va reconstruir les muralles de la ciutat, i Basili II la va utilitzar diverses vegades com a base militar per les seves incursions contra els búlgars. Al segle ix formava part d'una Banda, una divisió administrativa territorial, integrada al tema de Bòleron. Aproximadament cap al 1246, Joan III Ducas Vatatzes va establir la província separada de Bòleron-Mosinòpolis.
Des del segle vi fins al segle ix fou seu d'un arquebisbat autocèfal. Va enviar diversos representants als concilis ecumènics d'Efes, Calcedònia i al II de Constantinoble.
L'any 1041 l'emperador Miquel IV el Paflagoni es va instal·lar a la ciutat per lluitar contra les revoltes búlgares, i el 1083 Aleix I Comnè va iniciar aquí les seves campanyes contra els paulicians. El 1185 la ciutat va ser capturada pels normands, i l'any 1207 Kaloian de Bulgària, emperador del Segon Imperi Búlgar va destruir la ciutat i matar Bonifaci I de Montferrat, rei del Regne de Tessalònica.